# تریاتنو

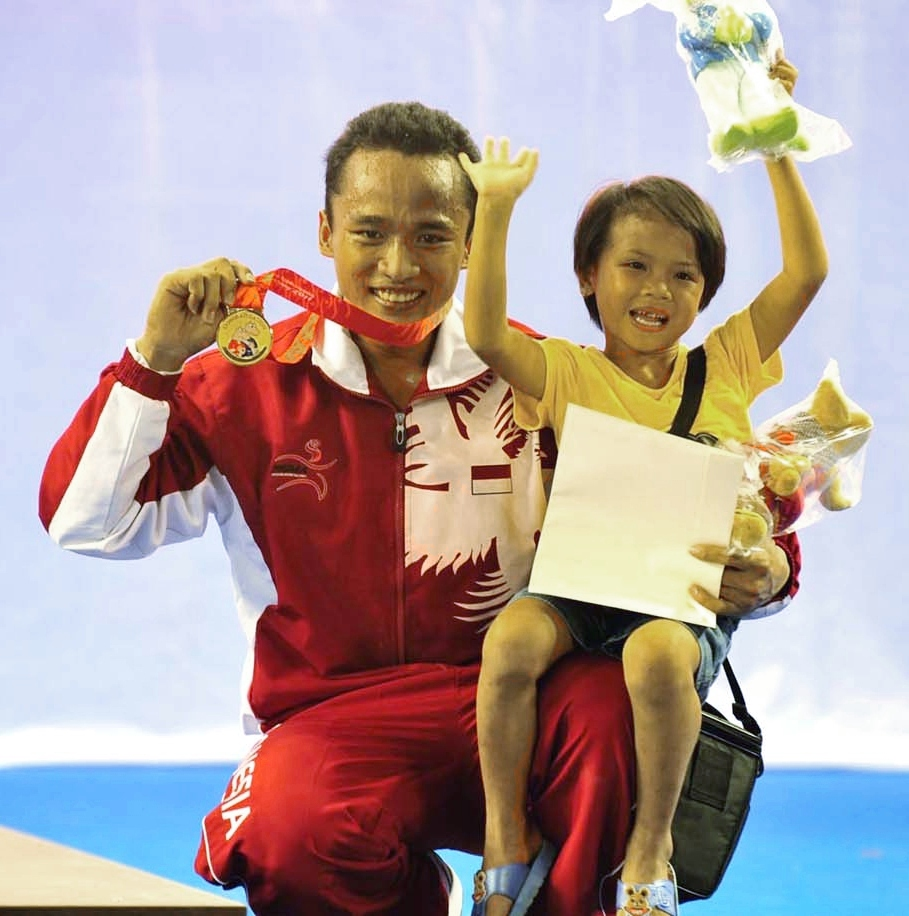
تریاتنو - ۲۰۱۱

تریاتنو (به انگلیسی: Triyatno) زاده ۲۰ دسامبر ۱۹۸۷ است. او وزنه بردار کشور اندونزی است.